# American Ghetto
Albums de Portugal. The Man
The Majestic Majesty
(2010) In the Mountain in the Cloud
(2011)
American Ghetto est le cinquième album de Portugal. The Man, il est sorti en mars 2010 pour coïncider avec leur tournée nord américaine. La version CD est limitée à 15 000 exemplaires.
American Ghetto a été enregistré en 10 jours. L'illustration de couverture est une photographie de la grange du père de John Gourley ce qui fait écho avec la thématique de l'album, centrée sur les villes dans lesquelles les membres du groupe ont grandi.

## Liste des titres
Tous les morceaux sont écrits par John Baldwin Gourley.
| No  | Titre             | Durée |
| --- | ----------------- | ----- |
| 1.  | The Dead Dog      | 3:14  |
| 2.  | Break             | 0:58  |
| 3.  | All My People     | 3:12  |
| 4.  | 1000 Years        | 2:52  |
| 5.  | Fantastic Pace    | 3:42  |
| 6.  | The Pushers Party | 4:23  |
| 7.  | Do What We Do     | 3:27  |
| 8.  | Just a Fool       | 3:05  |
| 9.  | Some Men          | 3:31  |
| 10. | When War Ends     | 3:30  |

## Interprètes

### Portugal. The Man
- John Baldwin Gourley - chant, guitare, orgue
- Zachary Scott Carothers - basse, chants additionnels
- Jason Sechrist - batterie
- Ryan Neighbors - synthétiseur, chants additionnels

### Musiciens additionnels
- Ian Shaw - chants additionnels
- Bella Nobu - kazoo